# José Alberto Pina Picazo
José Alberto Pina Picazo (Cartagena, 1984) é um compositor, maestro e músico espanhol.

## Biografia
José Alberto Pina é compositor e maestro especializado em música sinfónica. 
A sua formação musical centrou-se na composição, direção de orquestra e percussão. 
Estudou percussão no Conservatório Profissional de Cartagena e Direção de Orquestra no Conservatório Superior de Música de Múrcia. Também, teve classes de aperfeiçoamento com maestros como de Sir Colin Davis (London Symphony Orchestra), John Phillips (King’s College London), José Rafael Pascual-Vilaplana, Enrique García Asensio, Jerzy Salwarosky, Jan Cober, Paolo Bellomia (Université de Montréal), Frank de Vuyst, Thomas Verrier, Manuel Hernández Silva, Lutz Köhler (Universität der Künste, UDK, Berlim), e outros.
No campo da direção de orquestra obteve reconhecimentos como o Primeiro Prémio no Concurso de Direção de Orquestra “Cidade de San Vicente do Raspeig” e, também, o Primeiro Prémio do I Concurso Nacional de Direção de Banda “Cidade de Puertollano”.
Tem dirigido numerosas formações, entre elas destacam-se a Banda Municipal de Santiago de Compostela, Banda Municipal de Palma de Maiorca, Grande Canaria Wind Orchestra, Noord Nederlands Jeugd Orkest, Sociedade de Instrução e Recreio de Paços dá Serra Portugal, Orquestra de Sopros da Escoa Profissional de Música de Viana do Castelo, Academia d’Artes de Cinfães, Orchestre d’Harmonie Mines de Potasse d’Alsace, Sinfonisches Blasorchester Freiburg, Kh Sint Lucia Engsbergen, Musikverein Stadtkapelle Bretten e.V., Südbaden Winds, Pihalni Orkester Krško, Complesso Strumentale a fiati Amilcare Ponchielli, Sinfonisches Blasorchester Breisgau, Bläserphilharmonie Thum ou a Harmonie da Suisse Romande.
No campo da composição desenvolve sua formação como autodidata.
Sua atividade profissional centrou-se durante 12 anos na editorial holandesa Molenaar Edition. Na atualidade publica suas composições com o seu próprio selo editorial José Alberto Pina Music.
Obteve vários galardões no campo da composição como o Primeiro Prémio no concurso de composição para banda dA Font da Figuera e também no II Concurso Iberoamericano de Composição para Banda “Vila de Ortigueira” com a obra ``O Triângulo das Bermudas´´. 
A sua obra ``The Island of Light´´ foi nomeada nos Hollywood Music in Média Awards em novembro do 2013.
Além de desenvolver seu trabalho profissional no campo da direção e composição, tem participado como jurado em diversos concursos, em palestras e MasterClasses em Espanha e outros países como Holanda, Bélgica, Luxemburgo, Alemanha, Reino Unido, Suíça, Eslovénia, Polónia, Brasil, China, Japão, Argentina, Itália e Portugal.

## Composições

### Obras para banda sinfónica
- A mi banda (2003).
- Himne a la festa (2006). Himne a la Festa de Moros i Cristians i Contrabandistes de La Font de la Figuera. Primer Premio Composición Cofraria i junta de festers de Santa Barbara.
- Sendes (2007).
- Gangster’s Scenes (2008).
- El Reolín (2008).
- Crucifixus (2008).
- The Bermuda Triangle (2009). Premiado en el II Concurso Iberoamericano de Composición para Banda “Vila de     Ortigueira”
- Sendes, selección (2009), adaptación de la versión original.
- Es Vedrà (2010), encargo de la Banda Municipal de Sant Josep de sa Talaia, Ibiza.
- The Legend of Maracaibo (2011). También existe una versión para Fanfare Band y orquesta de cámara.
- The Bermuda Triangle (2013). Encargo de la Banda de Música de Calahorra (La Rioja, Spain) para participar en el WMC (World Music Contest) de Kerkrade, Holanda.
- The Island of Light (2013), encargo de la Banda de Música de Ferrerías, Menorca.
- Mejor pídelo tú (2014). BSO del corto Mejor pídelo tú. Versión para banda.
- The Ghost Ship (2017), encargo de la Gran Canaria Wind Orchestra.
- Pompeii (2019), encargo de la Musikverein Stadtkapelle Bretten, Alemania.
- Dunkirk (2020), encargo de la Orchestre Semper Fidelis, Dunkerque, Francia para conmemorar el 80 aniversario de la 'Operación Dinamo'.
- Sajelbon (2021), encargo de la Banda Municipal de Música de Noblejas, Toledo.
- Steel Overture (2022). Encargo de la Tata Steel Orchestra, Holanda (Tata Steel in Europe) en ocasión de su 80 aniversario.
- Excalibur (2023). Encargo de la Sociedade Filarmónica de Lalim, Lamego, Portugal.
- The Ambitious Plan (2023). Encargo de Noord Nederlands Jeugd Orkest, Holanda.
- The Scary Mountains (2024). Encargo de Koninklijke Harmonie St. Lucia Engsbergen, Bélgica en ocasión de su 125 aniversario.

- Impressões (2004).
- A magia da música (2005). BSO do documentário publicitário
- Crucifixus (2008). Versão para orquestra sinfónica.
- Gangster’s Scenes (2008). Versão para orquestra sinfónica.
- The Bermuda Triangle (2009). Versão para orquestra sinfónica.
- The Legend of Maracaibo (2011). Versão para orquestra sinfónica.
- Melhor pede-o tu (2014). BSO do curto Melhor pede-o tu.
- The Ghost Ship (2017). Versão para orquestra sinfónica.

1. «José Alberto Pina entrega sua nova obra SAJELBON». Radiobanda.
2. «José Alberto Pina põe-se à frente da Banda Municipal de Santiago de Compostela». Confederação Espanhola de Sociedades Musicais.
3. «A banda de Celanova compartilhou com José Alberto Pina a obra A Lenda de Maracaibo». A voz de Galiza.
4. «José Alberto Pina recebe a Medalha de Ouro do Agrupamento Musical Sauces». Nossas Bandas de Música.
5. «José Alberto Pina, dirige à Banda Municipal de Santiago». O correio galego.
6. «José Alberto Pina recebe o encarrego para levar a cabo uma composição para o povo de Noblejas». Nossas Bandas de Música.
7. «‘Dunkirk’, de José Alberto Pina, acompanha imagens inéditas da Operação Dynamo de Dunkerque». Nossas Bandas de Música.
8. «O prestigioso compositor José Alberto Pina dirigirá o concerto de Santa Cecilia da AMC de Puertollano». miciudadreal.es
9. «A música de José Alberto Pina soará em Hollywood». A opinião de Múrcia.